# Scurcola Marsicana
Scurcola Marsicana es una  localidad italiana de la provincia de L'Aquila, región de Abruzos de 2684 habitantes. Fue el lugar de nacimiento del filósofo Antonio Rocco, famoso por la polémica que sostuvo con Galileo sobre los fundamentos aristotélicos de la Ciencia.
Fue el sitio de la Abadía de Santa María de la Victoria, construida por Carlos de Anjou para celebrar la victoria en la batalla de Tagliacozzo.

## Evolución demográfica
| Gráfica de evolución demográfica de Scurcola Marsicana entre 1861 y 2001 |
|                                                                          |
| Fuente ISTAT - elaboración gráfica por Wikipedia                         |